# Clermont (ort i Australien)
Clermont är en ort i Australien. Den ligger i kommunen Isaac och delstaten Queensland, omkring 750 kilometer nordväst om delstatshuvudstaden Brisbane. Antalet invånare är 1 854.
Trakten runt Clermont är nära nog obefolkad, med mindre än två invånare per kvadratkilometer.. Det finns inga andra samhällen i närheten.
I omgivningarna runt Clermont växer huvudsakligen savannskog.  Genomsnittlig årsnederbörd är 784 millimeter. Den regnigaste månaden är februari, med i genomsnitt 153 mm nederbörd, och den torraste är augusti, med 16 mm nederbörd.